# Australia na Letnich Igrzyskach Olimpijskich 1984
Australię na Letnich Igrzyskach Olimpijskich 1984 reprezentowało 242 zawodników, 169 mężczyzn i 73 kobiety.

## Zdobyte medale
| Medal                | Zawodnik | Konkurencja                                                         |
| kajakarstwo          | kajakarstwo | kajakarstwo                                                         |
| -------------------- | --- | ------------------------------------------------------------------- |
| Brąz                 | Grant Kenny Barry Kelly                                                                                             | K2 1000 m mężczyzn                                                  |
| kolarstwo            | |                                                                     |
| Złoto                | Michael Grenda Kevin Nichols Michael Turtur Dean Woods                                                              | kolarstwo torowe - wyścig na 4 km drużynowo na dochodzenie mężczyzn |
| lekkoatletyka        | |                                                                     |
| Złoto                | Glynis Nunn | siedmiobój kobiet                                                   |
| Srebro               | Gary Honey | skok w dal mężczyzn                                                 |
| Brąz                 | Gael Martin | pchnięcie kulą kobiet                                               |
| pływanie             | |                                                                     |
| Złoto                | Jon Sieben | 100 m stylem motylkowym mężczyzn                                    |
| Srebro               | Mark Stockwell | 100 m stylem dowolnym mężczyzn                                      |
| Srebro               | Greg Fasala Neil Brooks Michael Delany Mark Stockwell                                                               | 4 x 100 m stylem dowolnym mężczyzn                                  |
| Srebro               | Glenn Beringen | 100 m stylem klasycznym mężczyzn                                    |
| Srebro               | Karen Phillips | 200 m stylem dowolnym kobiet                                        |
| Srebro               | Suzie Landells | 400 m stylem zmiennym kobiet                                        |
| Brąz                 | Justin Lemberg | 400 m stylem dowolnym mężczyzn                                      |
| Brąz                 | Peter Evans | 100 m stylem klasycznym mężczyzn                                    |
| Brąz                 | Glenn Buchanan | 100 m stylem motylkowym mężczyzn                                    |
| Brąz                 | Rob Woodhouse | 400 m stylem zmiennym mężczyzn                                      |
| Brąz                 | Mark Kerry Peter Evans Glenn Buchanan Mark Stockwell Jon Sieben Neil Brooks                                         | 4x 100 m stylem zmiennym mężczyzn                                   |
| Brąz                 | Michelle Pearson | 200 m stylem zmiennym kobiet                                        |
| podnoszenie ciężarów | |                                                                     |
| Złoto                | Dean Lukin | waga + 110kg                                                        |
| Srebro               | Robert Kabbas | waga od 75 kg do 82,5kg                                             |
| strzelectwo          | |                                                                     |
| Brąz                 | Patricia Dench | pistolet sportowy 25 m kobiet                                       |
| wioślarstwo          | |                                                                     |
| Srebro               | Paul Reedy Gary Gullock Tim McLaren Tony Lovrich                                                                    | czwórka podwójna mężczyzn                                           |
| Brąz                 | Craig Muller Clyde Hefer Sam Patten Tim Willoughby Ian Edmunds Jim Battersby Ion Popa Stephen Evans Gavin Thredgold | ósemka mężczyzn                                                     |
| Brąz                 | Robyn Grey-Gardner Karen Brancourt Margot Foster Susan Chapman Susan Lee                                            | czwórka podwójana kobiet                                            |
| żeglarstwo           | |                                                                     |
| Brąz                 | Christopher Cairns John S. Anderson                                                                                 | klasa Tornado                                                       |